# Bulbophyllum purpurascens
Bulbophyllum purpurascens là một loài phong lan thuộc chi Bulbophyllum.